# پال میلگروم
پال میلگروم (انگلیسی: Paul Milgrom؛ زادهٔ ۲۰ آوریل ۱۹۴۸) اقتصاددان اهل ایالات متحده آمریکا است. او در سال ۲۰۲۰ به دلیل «بهبود در نظریه مزایده و اختراع قالب‌های جدید مزایده» به همراه رابرت بی. ویلسون برندهٔ جایزه یادبود نوبل علوم اقتصادی شد. او متخصص نظریه بازی است و تبحر ویژه‌ای بر نظریه حراج و استراتژی‌های قیمت‌گذاری دارد.
وی استاد علوم انسانی و استاد دانشگاه استنفورد است، منصبی که از سال ۱۹۸۷ تاکنون عهده داشته‌است. میلگروم متخصص تئوری بازی، به ویژه تئوری حراج و استراتژی‌های قیمت گذاری است. او برنده جایزه یادبود نوبل ۲۰۲۰ در علوم اقتصادی، همراه با رابرت بی ویلسون، «برای پیشرفت در نظریه حراج و اختراع قالب‌های جدید حراج» است.
او خالق قضیه عدم تجارت با نانسی استوکی است. وی بنیانگذار چندین شرکت است که جدیدترین آنها، یعنی Auctionomics، نرم‌افزار و خدماتی را ارائه می‌دهد که بازارهای کارآمدی را برای حراج‌ها و مبادلات تجاری پیچیده ایجاد می‌کند.
میلگروم و مشاور پایان‌نامه او رابرت بی ویلسون پروتکل حراج FCC را برای تعیین اینکه کدام شرکت تلفن از چه فرکانس‌های سلولی برخوردار است استفاده کردند. میلگروم همچنین تیمی را طراحی کرد که حراج تشویقی ۱۷–۲۰۱۶ را که یک حراج دو طرفه بود، برای تخصیص مجدد فرکانس‌های رادیویی از پخش تلویزیونی به کاربردهای باند پهن بی‌سیم، هدایت می‌کرد.

## آغاز زندگی
پال میلگروم در ۲۰ آوریل ۱۹۴۸ در دیترویت، میشیگان متولد شد. او دومین فرزند از چهار پسر پدر و مادر یهودی، آبراهام آیزاک میلگروم و آن لیلیان فینکلشتاین است. خانواده وی به اوک‌پارک، میشیگان نقل مکان کردند و میلگروم در مدرسه دیویی و سپس در دبیرستان اوک پارک تحصیل کرد.

## تحصیلات
میلگروم در سال ۱۹۷۰ با لیسانس ریاضی از دانشگاه میشیگان فارغ‌التحصیل شد. وی به مدت چند سال در سانفرانسیسکو در شرکت بیمه متروپولیتن و سپس در مشاوره نلسون و وارن در کلمبوس، اوهایو، اوهایو به عنوان مجری عمل کرد. میلگروم در سال ۱۹۷۴ عضو انجمن Actuaries شد. در سال ۱۹۷۵، میلگروم برای تحصیلات تکمیلی در دانشگاه استنفورد در برنامه MBA ثبت نام کرد. پس از سال اول، او به برنامه دکترا دعوت شد. وی کارشناسی ارشدش را در آمار در سال ۱۹۷۸ و دکترای تجارت در سال ۱۹۷۹ کسب کرد.

## زندگی حرفه‌ای
میلگروم در مدرسه مدیریت Kellogg در دانشگاه نورت‌وسترن مسئولیت تدریس را به عهده گرفت و در آنجا از سال ۱۹۷۹ تا ۱۹۸۳ مشغول به خدمت بود. بنگت هولمستروم، نانسی استوکی، رابرت جی وبر، جان رابرتز و مارک سترت وایت که به تحقق نظریه بازی و اقتصاد اطلاعات کمک کرد تا طیف وسیعی از مشکلات در اقتصاد مانند قیمت گذاری، حراج‌ها، بازارهای مالی و سازمان صنعتی را تحمل کند.
وبر همکاری خود با میلگروم را بازگو کرد. در طی آنچه قرار بود یک جلسه کوتاه برای تأمل درمورد مشکلی باشد که وبر با آن روبرو بود، میلگروم بینشی اساسی داشت. وبر نوشت: «آن چند دقیقه، قلب دو مقاله مشترک اول ما بود.»
از سال ۱۹۸۲ تا ۱۹۸۷، میلگروم استاد اقتصاد و مدیریت در دانشگاه ییل بود. در سال ۱۹۸۷، میلگروم به عنوان استاد اقتصاد به مادر دانشگاه خود، دانشگاه استنفورد بازگشت، جایی که در حال حاضر استاد علوم انسانی در گروه اقتصاد است.
میلگروم سمت‌های سردبیری را در نشریه اقتصادی اقتصادی آمریکا، اقتصادسنجی و مجله نظریه اقتصادی داشت. وی در سال ۱۹۸۴ به عضو انجمن اقتصادسنجی و در سال ۱۹۹۲ به فرهنگستان هنر و علوم آمریکا تبدیل شد. در سال ۱۹۹۶، وی سخنرانی یادبود نوبل را با تقدیر از برنده جایزه برگزار کرد. ویلیام ویکری، که سه روز پس از اعلام جایزه نوبل درگذشت. در سال ۲۰۰۶، میلگروم به عضویت آکادمی ملی علوم انتخاب شد.
میلگروم در سال ۲۰۰۸ جایزه اقتصادی اروین پلین نمرس را دریافت کرد «بخاطر مشارکت چشمگیر در درک نقش اطلاعات و مشوقها در زمینه‌های مختلف، از جمله حراج‌ها، تئوری شرکت و بازارهای استثنایی.» وی همچنین جایزه BBVA Frontiers of Knowledge 2012 را در حوزه اقتصاد، امور مالی و مدیریت دریافت کرد «بخاطر مشارکتهای اساسی وی در طیف گسترده‌ای از حوزه‌های اقتصادی از جمله حراج، طراحی بازار، قراردادها و مشوق‌ها، اقتصاد صنعتی، اقتصاد سازمان‌ها، امور مالی و تئوری بازی.»
میلگروم به دلیل مشارکت‌های اساسی در حوزه‌های مختلف اقتصادی، برنده جایزه دانش بنیان BBVA در سال ۲۰۱۲ در بخش اقتصاد، دارایی و مدیریت شد.

### نظریه بازی
میلگروم در دهه ۱۹۸۰ و ۱۹۹۰ در زمینه‌های مختلفی از جمله تحلیل تئوری بازی شکل‌گیری شهرت، بازی‌های تکراری، بازی‌های فوق مدولار و یادگیری در بازی‌ها، کمک‌های اساسی زیادی به تئوری بازی کرد.

## سیاست
کمیسیون ارتباطات فدرال ایالات متحده (FCC) مسئولیت تخصیص مجوزهای استفاده از طیف الکترومغناطیسی به پخش کننده‌های تلویزیونی، ارائه دهندگان خدمات بی‌سیم تلفن همراه، ارائه دهندگان خدمات ماهواره ای و دیگران را دارد. قبل از سال ۱۹۹۳، مجوز FCC از کنگره آمریکا فقط به وی اجازه می‌داد تا از طریق یک پروسه اداری موسوم به «جلسات مقایسه ای» یا با برگزاری قرعه کشی مجوزها را اختصاص دهد. جلسات مقایسه ای بسیار وقت گیر و پرهزینه بود و نگرانی‌هایی در مورد توانایی چنین فرایندی در شناسایی «بهترین» دارندگان مجوزها وجود داشت. قرعه کشی‌ها سریع بود، اما به‌طور واضح تخصیص تصادفی مجوزها از نظر کارایی بسیار مورد نظر بود. هیچ‌یک از این روش‌ها توانایی FCC درگرفتن مقداری از ارزش مجوزهای طیف برای مودیان ایالات متحده را ندارند.
سپس در سال ۱۹۹۳، کنگره FCC را مجاز به برگزاری حراجی برای اختصاص مجوزهای طیف کرد. حراجی‌ها از نظر به دست آوردن تخصیص کارآمد مجوزها و همچنین گرفتن مقداری از ارزش مجوزهای بازپرداخت شده به مودیان مالیات ایالات متحده، پتانسیل زیادی ارائه می‌دهند. با این حال، FCC موظف شد حراج را ظرف یک سال برگزار کند و در آن زمان هیچ طرح حراج مناسبی چه از لحاظ تئوری و چه از نظر عملی وجود نداشت.
میلگروم همراه با سایر اقتصاددانان از جمله رابرت ویلسون، پرستون مک آفی و جان مک میلان بود که نقشی اساسی در طراحی حراج چند دور همزمان داشت که توسط FCC تصویب و اجرا شد. تحقیقات تئوری حراج میلگروم مبانی را ارائه داد که تفکر اقتصاددانان را در مورد طراحی حراج و در نهایت گزینه‌های طراحی حراج FCC هدایت می‌کرد.
FCC به یک طرح حراج مناسب برای فروش مجوزهای متعدد با مقادیر بالقوه بسیار وابسته نیاز داشت. اهداف FCC شامل بهره‌وری اقتصادی و درآمد (هرچند قانون تأکید بر کارایی بیش از درآمد) و همچنین سادگی عملیاتی و سرعت مناسب است.
طرح پیشنهادی میلگروم تا حد زیادی توسط کمیسیون پذیرفته شد. این طرح که حراج همزمان چند دور (SMR) نامیده می‌شود، چندین ویژگی جدید را ارائه می‌دهد، مهمتر از همه «قاعده فعالیت» برای اطمینان از مناقصه فعال است. میلگروم و وبر یک قانون فعالیت برای همراهی قانون بسته شدن همزمان خود ایجاد کردند تا اطمینان حاصل شود که پیشنهاد دهندگان نمی‌توانند هنگام مشاهده پیشنهادات دیگران جلوی خود را بگیرند. قاعده فعالیت ایجاب می‌کرد که داوطلبان سطح مشخصی از فعالیت را حفظ کنند، یا با داشتن پیشنهاد دهنده بالا در حال حاضر یا با ارائه پیشنهاد جدید، در هر دور یا در غیر این صورت تمام یا بخشی از واجد شرایط بودن خود را برای ارائه پیشنهادات در دورهای بعدی از دست دهند. «میلگروم و وبر این بینش را در مورد قاعده فعالیتی که FCC در تمام حراجهای چندجانبه همزمان خود استفاده کرده‌است، توسعه دادند. قانون فعالیت میلگروم-ویلسون یک راه حل جدید و جذاب برای مسئله دشوار طراحی حراج عملی بود.» قوانین فعالیت اکنون یک ویژگی تقریباً جهانی در حراج‌های چند ماده‌ای پویا هستند.

## تدریس
میلگروم دوره‌های مختلفی را در رشته اقتصاد تدریس کرده‌است. در دهه ۱۹۹۰، وی بر اساس کتاب خود در سال ۱۹۹۲ با جان رابرتز، یک دوره کارشناسی محبوب در زمینه «شرکت مدرن در تئوری و عمل» را توسعه داده‌است. در اوایل دهه ۲۰۰۰ میلگروم، همراه با الوین رات، اولین دوره تحصیلات تکمیلی در زمینه طراحی بازار را تدریس کرد که در آن موضوعات مربوط به حراج‌ها، مطابقت‌ها و سایر زمینه‌های مرتبط را گرد هم آورد. دوره طراحی بازار به عنوان پایه بسیاری از دوره‌های تحصیلات تکمیلی مشابه در سراسر ایالات متحده و سراسر جهان عمل کرده‌است و به شروع رشته طراحی بازار کمک کرده‌است.

## بیزینس
میلگروم حداقل دو دهه درگیر طراحی و اجرای حراج‌های بزرگ بوده‌است. وی که از طرف Pacific Bell با باب ویلسون کار می‌کرد، حراج چند دور همزمان را پیشنهاد داد که توسط FCC برای اجرای حراج‌های اولیه طیف رادیویی در دهه ۱۹۹۰ انجام شد. وی همچنین به تنظیم کنندگان در ایالات متحده، انگلیس، کانادا، استرالیا، آلمان، سوئد و مکزیک در مورد حراج طیف، مایکروسافت در حراج تبلیغات جستجو و گوگل در حراج بر اساس IPO خود توصیه کرده‌است.
در سال ۲۰۰۶، همراه با جرمی بولو و جاناتان لوین، میلگروم به کامکست پیشنهاد داد که در حراج FCC 66 از جمله پیشنهاد پیشنهادی «پرش» که به ندرت با موفقیت اجرا می‌شود، پیشنهاد کند.
در سال ۲۰۰۷ میلگروم برای طراحی حراجی و مشاوره به پیشنهاد دهندگان در صنایع مختلف، شرکت آکشننومیکس (که از ترکیب دو کلمه حراج و اقتصاد بوجود آمده) را با همکاری Silvia Console Battilana تأسیس کرد.
در سال ۲۰۰۹ میلگرد، مسئول توسعه حراج‌ها و مبادلات انتصابی بود. [۵۸] این مکانیزمی بود که امکان آربیتراژ را فراهم می‌کرد و برخی از انعطاف‌پذیری حراج همزمان صعودی را حفظ می‌کرد اما می‌توانست بلافاصله محقق شود. سرعت یک ویژگی مهم همراه با امکان توسعه طرح حراج برای در نظر گرفتن پیشنهاد قیمت با ویژگی‌های غیر قیمت بود.

## کتب و مقالات
در زیر چند اثر برگزیدهٔ پال میلگروم فهرست شده‌اند.
- Milgrom, Paul (1979a). The Structure of Information in Competitive Bidding. New York: Garland Press. (Ph.D. Dissertation)
- Milgrom, Paul (1979b). "A Convergence Theorem for Competitive Bidding with Differential Information". Econometrica. 47 (3): 679–88. doi:10.2307/1910414. JSTOR 1910414.
- Milgrom, Paul (1981a). "An Axiomatic Characterization of Common Knowledge" (PDF). Econometrica. 49 (1): 219–222. doi:10.2307/1911137. JSTOR 1911137.
- Milgrom, Paul (1981b). "Rational Expectations, Information Acquisition, and Competitive Bidding". Econometrica. 49 (4): 921–943. doi:10.2307/1912511. JSTOR 1912511.
- Milgrom, Paul (1981c). "Good News and Bad News: Representation Theorems and Applications". Bell Journal of Economics. 12 (2): 380–91. CiteSeerX 10.1.1.465.6331. doi:10.2307/3003562. JSTOR 3003562.
- Milgrom, Paul; Roberts, John (1982). "Limit Pricing and Entry Under Incomplete Information: An Equilibrium Analysis" (PDF). Econometrica. 50 (2): 443–59. doi:10.2307/1912637. JSTOR 1912637.
- Milgrom, Paul; Roberts, John Roberts (1982). "Predation, Reputation, and Entry Deterrence" (PDF). Journal of Economic Theory. 27 (2): 280–312. doi:10.1016/0022-0531(82)90031-X. ISSN 0022-0531.
- Milgrom, Paul; Stokey, Nancy (1982). "Information, Trade and Common Knowledge" (PDF). Journal of Economic Theory. 26 (1): 17–27. doi:10.1016/0022-0531(82)90046-1.
- Milgrom, Paul; Weber, Robert (1982a). "The Value of Information in a Sealed Bid Auction" (PDF). Journal of Mathematical Economics. 10 (1): 105–14. doi:10.1016/0304-4068(82)90008-8. ISSN 0304-4068.

## جایزه نوبل
در اکتبر سال ۲۰۲۰، آکادمی سلطنتی علوم سوئد اظهار داشت که جایزه یادبود نوبل را به‌طور مشترک به میلگروم و رابرت ویلسون اعطا می‌کند زیرا آنها «از بینش خود برای طراحی قالب‌های جدید حراج برای کالاها و خدماتی استفاده می‌کنند که فروش آنها به روش سنتی دشوار است، مانند به عنوان فرکانس‌های رادیویی. اکتشافات آنها به نفع فروشندگان، خریداران و مودیان در سراسر جهان بوده‌است.»